# 5712-es mellékút (Magyarország)
Az 5712-es mellékút egy bő 14 kilométeres hosszúságú, négy számjegyű mellékút Baranya vármegye déli részén; Siklóst köti össze a déli országhatár mellett fekvő Drávaszabolccsal. Ezáltal egyrészt összeköttetést biztosít az idegenforgalmi szempontból fontos térség és a szomszédos Horvátország között, másrészt feltárja a két végponti település közt elhelyezkedő, kisebb településeket is.

## Nyomvonala
Siklós keleti külterületei között indul, az 5701-es útból kiágazva, annak a 28+650-es kilométerszelvénye közelében, nyigat felé. Első méterein keresztezi a Középrigóc–Villány-vasútvonal vágányait, nyílt vonali szakaszon, majd alig fél kilométer után be is ér Siklós lakott területére. Széchenyi utca néven húzódik a központig, ahol – 1,7 kilométer után – éles irányváltással délnek fordul és Baross Gábor utca néven folytatódik. Elhalad a siklósi vár közelében, majd délnyugati irányba fordulva hagyja el a várost, nagyjából 2,8 kilométer megtétele után. A 3. és 4. kilométerei közt áthalad Postaszállás külterületi városrész házai között, 5,7 kilométer után pedig teljesen kilép Siklós területéről.
Matty a következő, útjába eső település, melynek azonban sokáig csak a külterületei közt halad. Már a 8. kilométerén is túl jár, amikor beletorkollik kelet felől az 5709-es út – amely Kistapolca keleti szélétől húzódik idáig – és csak ezután éri el Matty legészakibb házait, melyek közt az Ady Endre utca nevet veszi fel. Nem sokkal ezután újabb elágazása következik: dél felé az 57 123-as számú mellékút válik ki belőle, mely Keselyősfapuszta településrészt szolgálja ki, és azon át egészen Alsószentmárton–Gyűrűspuszta gátőrtelepéig vezet. Matty központján végighúzódva az út a Kossuth Lajos utca nevet viseli, majd a falu déli szélét elhagyva nyugatnak fordul, és így lép ki a településről, nem sokkal ezután.
9,6 kilométer után éri el Gordisa keleti határszélét, egy rövid szakasza a határvonalat kíséri, de a tizedik kilométere már teljesen gordisai területre esik. 11,1 kilométer után éri el e település belterületét, a helyi neve itt egy szakaszon Dózsa György utca, később a központhoz közeledve, egy kisebb irányváltást követően Ady Endre utca, majd pedig egy újabb iránytörés után Kossuth Lajos utca. Így is hagyja el az út Gordisa belterületét, több kanyar után ismét nyugatnak fordulva, nagyjából 12,2 kilométer megtételét követően. Bő egy kilométerrel ezután szeli át az útjába eső utolsó település, Drávaszabolcs határát, és kevéssel ezután véget is ér, a településközpont közvetlen közelében, beletorkollva az 58-as főútba, annak majdnem pontosan a 31. kilométerénél. 29+800-as kilométerszelvénye közelében.
Teljes hossza, az országos közutak térképes nyilvántartását szolgáló kira.kozut.hu adatbázisa szerint 14,113 kilométer.

## Története
Siklós északi elkerülőjének forgalomba helyezését megelőzően az út kezdeti – mintegy 1,7 kilométeres – szakasza, a kezdőpontjától Siklós központjáig a mai 5701-es út (vagy elődje) részét képezte.

## Települések az út mentén
- Siklós
- Matty
- Gordisa
- Drávaszabolcs